# Masiano
Masiano è una località del comune di Pistoia, situata a sud del territorio comunale. Confina ad est con la località di Piuvica, a nord con la località Le Fornacette, ad ovest con la località di Casenuove di Masiano, a sud-est con la località Bottegaccia (appartenente al comune di Quarrata) e a sud-ovest con la località di Ponte Stella (appartenente al comune di Serravalle Pistoiese).
Attualmente nel territorio è molto diffusa l'attività vivaistica, con la presenza di aziende a carattere familiare. In passato, la frazione di Masiano era nota per la coltivazione di panìco e di viti e per la produzione di vino. Infatti, qui vi si trovava la cantina sociale, dismessa dalla funzione originaria ed oggi sede provinciale per le infrastrutture del territorio.